# Cayo Julio Julo (cónsul 447 a. C.)
Cayo o Gayo Julio Julo  fue un político y militar romano, cónsul en 447 a. C. con Marco Geganio Macerino  y de nuevo en 435 a. C., con Lucio Verginio Tricosto. Era hijo del cónsul de los años 489 a. C. y 482 a. C., Cayo Julio Julo.
Durante su segundo consulado, Roma fue asolada por una grave pestilencia, que no solo no permitió que los romanos pudieran marchar a devastar el territorio enemigo, sino que no pudieron ofrecer resistencia a los ejércitos de Fidenas y Veyes, quienes avanzaron casi hasta la puerta Colina.
Mientras Julo cuidaba de la muralla, su colega consultó al Senado y, finalmente, se nombró a un dictador, Quinto Servilio Prisco Fidenas. Según Cayo Licinio Macro, Julo fue elegido cónsul por tercera vez para el año siguiente (434 a. C.), con su colega del consulado anterior. Otras versiones mencionan que fueron nombrados tribunos consulares para este año.